# Скучас, Казис
Казис Скучас (латыш. Kazys Skučas); 3 марта 1894, Мауручяй, Мариямпольский район — 30 июля 1941, Бутырская тюрьма, Москва) — литовский политический деятель, генерал литовской армии. Скучас был последним министром внутренних дел независимой Литвы. Сразу после ввода дополнительного контингента Красной армии в Литву 15 июня 1940 года тогдашний президент Антанас Сметона приказал Скучасу покинуть страну, однако Скучас через несколько дней был арестован на германско-литовской границе по приказу исполняющего обязанности президента Литвы Антанасом Меркисом и передан советской стороне, перевезён в Москву и казнён в 1941 году.

## Ранние годы и карьера
После окончания Вейверяйской педагогической семинарии в 1912 году Скучас несколько лет работал учителем. Затем он поступил в Педагогический институт Петрограда. Однако в 1915 году он был призван в Российскую императорскую армию и служил на румынском фронте в 249-м пехотном полку. В 1918 году он вернулся в Литву и пошел добровольцем в литовскую армию, где начал организовывать полицейские силы в Даугае. В 1926 году участвовал в военном перевороте, в результате которого в стране установился авторитарный режим Антанаса Смятоны. Скучас неуклонно поднимался по служебной лестнице и в марте 1928 года он стал командиром 2-й пехотной дивизии и Каунасского гарнизона.
С 1934 по 1938 год Скучас работал военным атташе в СССР. После возвращения он был произведен в бригадные генералы, но вскоре вышел в отставку. Затем он вошёл в 20-й кабинет министров (премьер-министр Йонас Чернюс) в качестве министра внутренних дел. Сформированный после правительственного кризиса после немецкого ультиматума Литве в 1939 году, 20-й кабинет включал четырёх генералов. Скучас сохранил свою должность, когда премьер-министр Антанас Меркис сформировал 21-й кабинет осенью 1939 года.

## Советское преследование
Весной 1940 года Советский Союз усилил свою антилитовскую риторику и усилил дипломатическое давление. Литовское правительство обвинялось в похищении, пытках и допросе двух советских солдат, дислоцированных в Литве в соответствии с советско-литовским договором о передаче Литве города Вильно и Виленской области и о взаимопомощи. Скучас и директор Департамента государственной безопасности Аугустинас Повилайтис были выделены в качестве основных исполнителей провокаций. Несмотря на неоднократные обещания Литвы полностью расследовать инцидент, советская сторона продолжала настаивать на обвинениях. Незадолго до получения советского ультиматума, литовское правительство решило, что Скучас должен уйти в отставку. Однако этого оказалось недостаточно, и литовским властям был предъявлен ультиматум, в котором перечислялись три требования. Первым требованием было отдать Скучаса и Повилайтиса под суд.
После вступление Красной Армии в  Литву 15 июня 1940 года Скучас и Повилайтис были арестованы полицией, посланной Антанасом Меркисом, недалеко от германско-литовской границы. Семьи Скучаса и Повилайтиса были освобождены и бежали в Германию. Некоторое время Скучас и Повилайтис содержались в Каунасской тюрьме, но затем перевезены в Бутырскую тюрьму в Москве. После показательного суда Скучас был приговорен к смертной казни и казнен в июле 1941 года в возрасте 47 лет. Долгое время о суде и казни Скучаса было известно очень мало. Только в 1989 году документы по его делу были обнародованы. Они показали, что, несмотря на отсутствие доказательств, Скучаса обвиняли не только в провокациях против красноармейцев, но и в шпионаже в годы работы военным атташе и «жестоких действиях против социалистической революции»